# پرتیناکس
پرتیناکس با نام کامل سزار پوبلیوس هلویوس پرتیناکس آگوستوس (به لاتین: Caesar Publius Helvius Pertinax Augustus)‏ (۱ اوت ۱۲۶–۲۸ مارس ۱۹۳) به مدت سه ماه امپراتور روم بین دسامبر ۱۹۲ تا مارس ۱۹۳ بود.

## زندگی
پرتیناکس با نام پوبلیوس هلویوس پرتیناکس در ۱ اوت ۱۲۶ در لیگوریا (واقع در ایتالیای امروزی) زاده شد. او که فرزند یک بردهٔ آزاد شده بود در ابتدا به شغل آموزگاری پرداخت و پس از آن وارد ارتش شده و فرماندهی گردان‌هایی را در سوریه، بریتانیا و در ناحیهٔ دانوب و راین برعهده داشت. عملکرد مناسب او در زمان یورش بزرگ قبایل ژرمنی در سال ۱۶۹ میلادی سبب شد تا او امتیازاتی را بدست آورد.
پرتیناکس خیلی زود به مقام سناتوری نایل آمد و فرماندهی یک لژیون به او سپرده شد. پس از آن فرماندهی کنسولی موئسیا، داسیا و سوریه به او واگذار شد اما پس از روی کار آمدن پرنیس، فرماندهٔ قدرتمند و بانفوذ پرتورینها که از سال ۱۸۲ تا ۱۸۵ قدرت راستین را در دست داشت، از میزان توجه به پرتیناکس در دوران امپراتوری کومودوس (۱۸۰–۱۹۲) کاسته شد.
پرتیناکس در آخرین سال‌های حکومت کومودوس بخشدار رم شد. کومودوس در ۳۱ دسامبر ۱۹۲ به قتل رسید و سنای روم تا پیش از طلوع آفتاب جلسه‌ای را برگزار و پرتیناکس را امپراتور جدید اعلام نمود. پرتیناکس پس از رسیدن به قدرت سعی در انجام اصلاحاتی اقتصادی برای کاهش هزینه‌های هر دو بخش نظامی و غیرنظامی نمود که مورد اعتراض بسیاری بویژه پرتورین‌ها واقع شد.
پرتیناکس تنها ۸۶ روز امپراتور روم بود و سرانجام در ۲۸ مارس ۱۹۳ به دست گروهی از پرتورین‌ها به طور پنهانی تحریک شده توسط سپتیمیوس سوروس و همسرش جولیا دومنا در کاخ خود به قتل رسید.